# RGD-33手榴彈

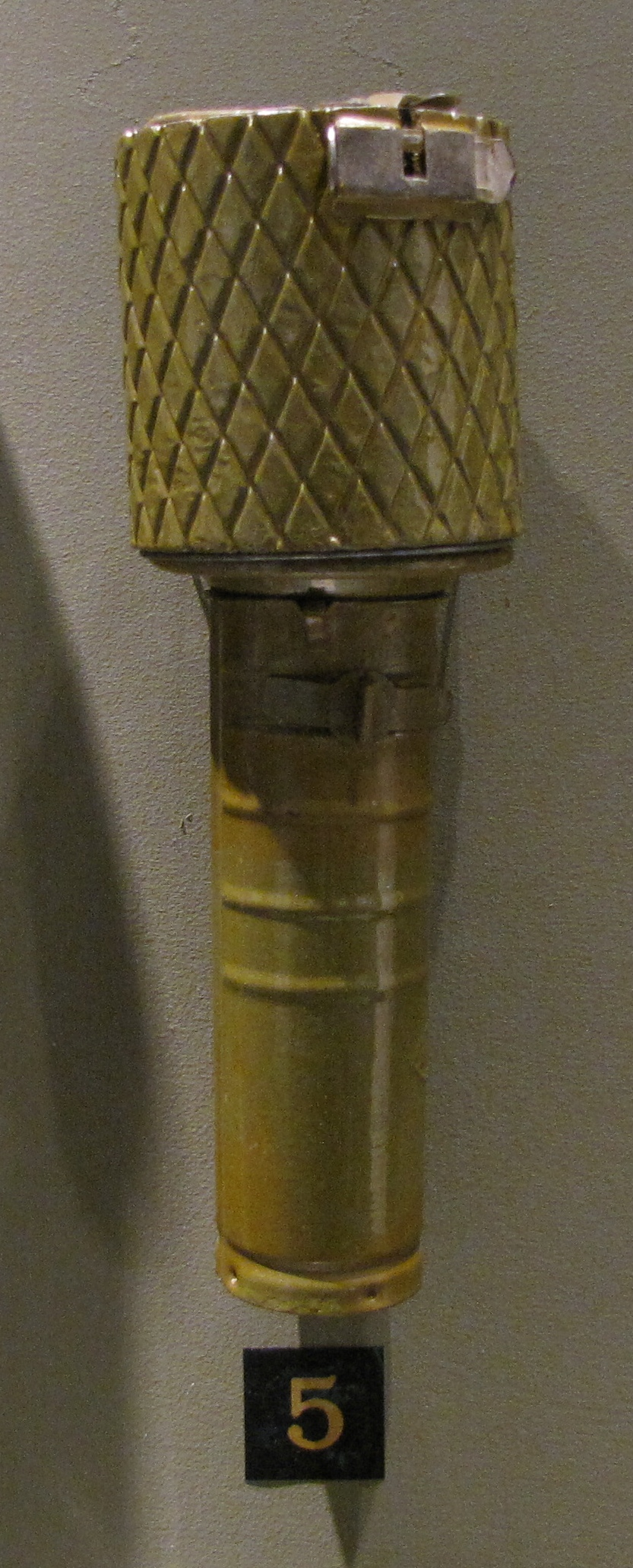
RGD-33

RGD-33是一種由蘇聯在1933年研製的柄式手榴彈，研製的目的是為了取代沙俄時期的1914型手榴彈。RGD-33在二戰期間亦有被蘇聯紅軍使用。由於RGD-33使用方法過於複雜（這種手榴彈本身的設計是爲了保證安全，而複雜的操作對不熟悉它的人反而很危險）和難以生產的原因，故在德國入侵蘇聯後，蘇聯便設計出比RGD-33更便於生產且體積更小的RG-42，並逐漸地取代了它。但在二戰後的一些衝突仍然可找到這種武器的蹤影。

## 用法
由於本手榴彈的結構特殊，所以使用方法也與其他手榴彈有很大不同，使用前的準備過程較為複雜。具體操作過程如下：
1.將手柄組件和彈體擰在一起
2.將手柄上的安全開關扳向右側，這將鎖定手柄組件，可以安全攜帶。而雷管單獨攜帶，在使用前才裝入手榴彈
3.將手柄上的安全開關扳向左側，此時手柄組件的內筒和外筒將解除鎖定（手柄組件為金屬板卷制而成，有內筒和外筒兩層）。一手握住彈體頭部一手向下拉手柄并順時針旋轉，之後再將手柄前推。這個過程將擊發系統轉入待發狀態，在手柄上的安全開關旁邊的孔中會出現紅色標記。此時將安全開關扳向右側會蓋住紅色標記，使手榴彈進入安全待發狀態
4.將雷管從頂部活門插入（火帽向下）并關緊活門。此時，手榴彈完全準備就緒。
5.投擲時，只需將安全開關扳向左側，露出紅色標記后，猛投出去即可。擊發裝置藉助投擲時的力道自動釋放擊針擊發火帽，大約3.5秒后手榴彈爆炸。
RGD-33手榴彈的彈體內置一層薄破片套，爆炸時會產生一定量的破片，在一定範圍內飛散殺傷，多作為進攻型手榴彈使用。而進一步安裝可拆卸的外置重型破片套后，破片數量和質量會大幅提高，而殺傷範圍也變大許多，多用於防禦。此時投擲后要注意隱蔽，防止被破片所傷。

## 变体
- 中华人民共和国：以RGD-33为基础改进设计出的M46型手榴弹，曾大量装备越南人民军及缅甸人民军。有铁皮和塑料两种版本。

## 使用國
- 苏联
- 中华人民共和国
- 图瓦人民共和国
- 越南：包括中国改进型M46

## 參看
- 24型柄式手榴弹
- RG-42手榴弹